# Prasinodermatophyta
Prasinodermatophyta, divizija zelenih biljka opisana 2020. godine u koju su uklopljena dva razreda s ukupno deset vrsta

## Podjela
1. Palmophyllophyceae Leliaert et al., 2016
2. Prasinodermatophyceae B.Marin & Melkonian in Li & al. 2020